# Sowoneul Malhaebwa (Genie)
Sowoneul Malhaebwa (Genie) ist die zweite EP der südkoreanischen Girlgroup Girls’ Generation, die am 29. Juni 2009 von S.M. Entertainment veröffentlicht wurde.

## Veröffentlichung
Die Veröffentlichung der EP wurde verschoben, um das Album-Cover neu zu gestalten. So wurde der japanische Kamikazeflieger aus dem Zweiten Weltkrieg, ein Mitsubishi A6M, durch einen anderen Flieger ersetzt. Zudem war auf dem ursprünglichen Cover der Parteiadler der NSDAP zu sehen. Dadurch verzögerte sich die Veröffentlichung des Mini-Albums um vier Tage auf den 29. Juni 2009.

## Überblick
Das Lied „Sowoneul Malhaebwa (Genie)“ ist ein Eurodance-Popsong. „Sowoneul Malhaebwa“ („소원을 말해봐“) bedeutet so viel wie „Nenn mir Deinen Wunsch“. „Genie“ ist hier ein metaphorischer Ausdruck für die neun Mädchen der Gruppe, die die Rollen der „Göttinnen des Glücks“ einnehmen. Im Musikvideo zu „Sowoneul Malhaebwa“ erscheinen die neun Mitglieder in Marine-Uniformen. Das Lied stammt von dem norwegischen Produzententeam Dsign Music. Die Ballade „One Year Later“ ist ein Duett von Jessica und Onew von SHINee.

## Titelliste
| Nr. | Titel                    | Songschreiber | Länge |
| --- | ------------------------ | --- | ----- |
| 1   | 소원을 말해봐 (Genie)    | Yoo Young-jin, Anne Judith Wik, Robin Jenssen, Ronny Svendsen, Nermin Harambasic, Fridolin Nordsø Schjoldan, Yoo Han-jin | 3:49  |
| 2   | Etude                    | Hwang Sung-je (BJJMUSIC), Yoo Je-ni                                                                                      | 3:12  |
| 3   | 여자친구 (Girlfriend)    | Kim Jung-bae, kenzie | 3:17  |
| 4   | 남자친구 (Boyfriend)     | Kim Ji-hu, Jimmy Richard, Michael Snyder, JoJo Bee, Joachim Svare, Carsten Lindberg, The Great Danes                     | 3:49  |
| 5   | 동화 (My Child)          | Hwang Sung-je (BJJMUSIC), Yoo Je-ni                                                                                      | 3:35  |
| 6   | 1 년 後 (One Year Later) | Kim Jin-hwan | 4:01  |